# Lijst van beelden in Duiven
Dit is een (onvolledige) chronologische lijst van beelden in Duiven. Onder een beeld wordt hier verstaan elk driedimensionaal kunstwerk in de openbare ruimte van de gemeente Duiven, waarbij beeld wordt gebruikt als verzamelbegrip voor sculpturen, standbeelden, installaties, gedenktekens en overige beeldhouwwerken.
Voor een volledig overzicht van de beschikbare afbeeldingen zie: Beelden in Duiven op Wikimedia Commons.
| Geplaatst | Titel/omschrijving                                                     | Kunstenaar                  | Straat                                                                 | Plaats   | Materiaal       | Afbeelding |
| --------- | ---------------------------------------------------------------------- | --------------------------- | ---------------------------------------------------------------------- | -------- | --------------- | ---------- |
| 1924      | Heilig Hartbeeld                                                       | (onbekend)                  | Dorpsstraat                                                            | Groessen | Zandsteen       |            |
| 1976      | Jongetje met veulen en hond                                            | Map Musch                   | Droopad                                                                | Duiven   | Brons           |            |
| 1991      | zonder titel                                                           | Ankie Borgers               | Kastanjelaan                                                           | Duiven   | Cortenstaal     |            |
| 1994      | Big Sissy Fuss III                                                     | Dick de Wit                 | Eilandplein                                                            | Duiven   | Beton           |            |
| 1995      | zonder titel                                                           | Marijke Schlebusch          | Elshofpassage                                                          | Duiven   | Brons           |            |
| 1996      | De vendelier                                                           | Will Schropp                | Schapenweide/De Handboog                                               | Duiven   | Brons           |            |
| 1997      | Troostbeelden                                                          | Christa Lichtenberg-Sueters | 't Heilige Lant (bij ingang algemene begraafplaats)                    | Duiven   | Brons           |            |
| 2003      | De hemelfietsers                                                       | Will Schropp                | rotonde Saturnus/Westsingel                                            | Duiven   | Roestvrij staal |            |
| 2004      | De Dorpsomroeper                                                       | Hans Kuyper                 | Loostraat                                                              | Loo      | Brons           |            |
| 2005      | De Mammoet                                                             | Joris Baudoin               | Kandiadijk                                                             | Groessen | Beton           |            |
| 2008      | zonder titel ínformeel: Maartje                                        | Maarten van der Geest       | Sportcomplex Horsterpark (MHC de Westerduiven)                         | Duiven   |                 |            |
| 2009      | Zilver huis                                                            | Alphons ter Avest           | Rijksweg/ Vergertlaan                                                  | Duiven   | Aluminium       |            |
| 2012      | Mama ik zie een Leeuw leeuw aan de ene zijde van de spoorwegovergang   | Dedden & Keizer             | Stationsplein Visserlaan                                               | Duiven   | Brons           |            |
| 2012      | Mama ik zie een Leeuw hert aan de andere zijde van de spoorwegovergang | Dedden & Keizer             | Stationsplein Parallelweg                                              | Duiven   | Aluminium       |            |
| 2017      | Vogelvlucht                                                            | Bas Lugthart en Maree Blok  | Remigiusplein                                                          | Duiven   |                 |            |
| 2021      | De Poort van Duiven                                                    | Maarten van der Geest       | Paul Verhoefrotonde (Rijksweg/Burgemeester van Dorth tot Medlerstraat) | Duiven   |                 |            |
| onbekend  | onbekend (pilaren)                                                     | (onbekend)                  | Thuvinepark 100 (voortuin Pleyade)                                     | Duiven   |                 |            |
| onbekend  | onbekend (vogel)                                                       | (onbekend)                  | Burg. van Dorth tot Medlerstraat 41 (voortuin de Wilgenhof)            | Duiven   | hout            |            |